# Битка код Иноа
Битка код Иноа (енгл. Battle of Ino), вођена 24. августа 1556. била је победа Ода Нобунаге над побуњеним вазалима који су покушали да га збаце у корист млађег брата, Ода Нобујукија.

## Позадина
Пред битку код замка Мураки (јануара 1554) Нобунагини вазали, браћа Хајаши Хидесада и Хајаши Мимисака напустили су Нобунагину војску и повукли се у замак, Арако, којим је управљао њихов потчињени, Маеда Јоџуро, под изговором да не смеју да напусте своје поседе због присуства савезничких трупа које је послао Саито Досан на Нобунагин позив. Иако се ово граничило са отвореном побуном, после победе Нобунага их није казнио. Након освајања замка Кијосу (априла 1554), Нобунага је по договору препустио замак Нагоја и западну половину јужног Оварија свом стрицу, Ода Нобумицу-у. За узврат, Нобумицу је препустио свој посед, замак Моријама, свом млађем брату, Ода Нобуцугу. Међутим, већ 8. јануара 1556. Ода Нобумицу је убијен у атентату од стране једног од својих вазала: мотиви убице нису познати (Хроника господара Нобунаге наводи божју вољу или добру срећу Ода Нобунаге), али Нобунага је одмах заузео његове поседе и за управника Нагоје поставио Хајаши Хидесаду, упркос ранијем неверству. Нешто раније, 26. јуна 1555, људи Ода Нобуцугу-а од Моријаме (Нобунагиног стрица) су у лову нехотице устрелили Нобунагиног најмлађег брата Ода Хидетака (1540-1555): не чекајући казну, господар Нобуцугу је одмах напустио свој замак и побегао у изгнанство (Нобунага га је помиловао након годину дана и вратио му поседе). Ову несрећу покушао је да искористи Нобунагин млађи брат, Ода Нобујуки (познат и као Ода Канџуро Нобукацу, који је од очеве смрти управљао замком Суемори и уживао наклоност мајке и многих вазала због свог беспрекорног владања) да заузме замак Моријама, али је Нобунага доделио замак свом (незаконитом) полубрату, Ода  Хидетошију. Толики немири, убиства и прогони у клану Ода за кратко време, који су сви ишли у корист Нобунаге, изазвали су несигурност и незадовољство међу Нобунагиним вазалима.
Смрћу Саито Досана у бици на реци Нагара (априла 1556), Ода Нобунага изгубио је подршку свог северног суседа, провинције Мино. Још горе, Ода Нобуката, намесник северног Оварија са престоницом у замку Ивакура, склопио је савез са Досановим наследником, Саито Јошитацуом, који је збацио и убио оца, и објавио рат Нобунаги. Тако је почео још један грађански рат у провинцији Овари.

### Побуна
Пошто је положај Ода Нобунаге тако био ослабљен са више страна, неколицина његових главних вазала (браћа Хајаши Хидесада и Мимисака и Шибата Кацује) сковали су заверу да га збаце у корист његовог брата Ода Нобујукија. Колика је част постојала међу неким самурајима тог времена, показује чињеница да је Нобунага само два дана пред побуну (26. маја 1556) посетио браћу Хајаши у замку Нагоја (којим је управљао Хидесада) само са млађим братом Хидетошијем, али је Хидесада спречио брата и друге заверенике да га заробе, сматрајући такав поступак нечасним.
Два дана касније, 28. маја 1556, отворена побуна је почела: против Нобунаге, који је држао замак Кијосу, устала су браћа Хајаши и њихове присталице (који су држали Нагоју и више замкова око ње) одсекавши Кијосу са југа, и Нобујуки и Шибата Кацује у замку Суемори на истоку, док је Ода Хидетоши у Моријами заробљен и натеран да изврши сепуку. Нобунага је остао изолован са истока и југа у замку Кијосу са 700-800 прекаљених ветерана који су остали уз њега. 

## Битка
Почетком августа 1556. Нобујуки је заузео три села западно од Кијосуа, која су припадала Нобунагином личном домену. Како би спречио даље упаде, Нобунага је 22. августа изградио тврђаву у селу Назука на супротној обали реке Одаи, и снабдео је посадом. Сутрадан, претпостављајући да тврђава још није готова, Шибата Кацује кренуо је на њу са 1.000 људи из Суеморија, ојачан са још 700 људи Хајаши Мимисаке који су напредовали из Нагоје. 24. августа, Нобунага је изашао из замка Кијосу са 700 људи и пошао у сусрет нападачу: прешао је реку Одаи и распоредио трупе на ивици села Ино, око 70 метара од првих кућа. Шибата је са својим људима напао са истока, друмом за Ино, док је Хајаши са својим одредом напао са југа, кроз пиринчана поља.
У Сат Коња (око подне) Нобунага је напао према југоистоку, не дајући противницима да се сједине: већи део Нобунагине војске напао је Шибатин одред. Шибата Кацује успео је да погуби Јамада Јозаемона, али је у двобоју рањен и напустио је бојиште у журби. Саса Магосуке је убијен, и многи други виђенији ратници међу побуњеницима били су убијени или су побегли са бојишта. Уз Нобунагу су били Ода Шозаемон, Ода Нобуфуса, Мори Јошинари и око 40 пратилаца (ашигару) наоружаних дугим копљима. Побуњеници, који су ипак били Нобунагини рођаци и вазали, видели су Нобунагино јунаштво у борби и оклевали су да се супротставе њему лично. Побуњеничка војска је најпре застала, а затим се разбежала: гоњење је било тако жестоко да је Нобунага наредио својим људима да не застају како би секли главе, већ да само поубијају што више непријатеља.
Разбивши већи побуњенички одред, Нобунага се свом снагом окренуо на југ, на Хајашијеве ратнике. Борба је потрајала више часова: Хајаши Мимисака је у двобоју одсекао руку Курода Кабеи-ју, али је, већ преморен, посечен од самог Нобунаге. Неке виђеније самураје побиле су Нобунагине слуге или прости пешадинци: истакли су се Нобунагин слуга Зенмон и Гучу Сугивака, слуга Ода Шозаемона, који је унапређен и добио име Ода Сугизаемон. Након смрти побуњеничког вође уследило је панично бекство са бојишта: Нобунагини људи појахали су коње и дали се у гоњење, посекавши многе бегунце. Тога дана Нобунага се вратио у Кијосу, а сутрадан је извршио преглед непријатељских глава: било је више од 450 глава виђенијих самураја.

## Последице
После ове Нобунагине победе, Нагоја и Суемори били су замкови под опсадом.  На молбу мајке, која је живела у замку Суемори са Нобујукијем, Нобунага је помиловао побуњенике: Нобујуки, Шибата Кацује и Хајаши Хидесада покорили су се Нобунаги и добили опроштај. Опроштај је добио и Нобунагин старији (незаконити) полубрат Ода Нобухиро, који је у то време ковао заверу да заузме Кијосу са Саито Јошитацуом из Мино-а.
Међутим, помирење међу браћом није дуго трајало: пред битку код Укиноа (јула 1558) Нобујуки је поново почео да планира побуну, уз подршку Ода Нобукате из Ивакуре, намесника северног Оварија. Међутим, овог пута га је издао његов главни присталица, Шибата Кацује, који је одао планове Нобунаги: Нобунага је одглумио болест и тако уз помоћ мајке и Шибате наговорио брата да га посети, а затим га погубио (2. новембра 1558). Шибата Кацује је затим прешао у Нобунагину службу, у којој је постигао велике успехе.